# Сулеймани, Вальмир
Вальмир Сулеймани (1 февраля 1996, Гроссбургведель, Нижняя Саксония) — немецкий футболист, нападающий клуба «Мюнхен 1860».

## Карьера
Сулеймани начал свою молодёжную карьеру в «Ганновере» в 9 лет. Футболист играл в молодёжной команде «Ганновера» (для игроков до 19 лет) в сезоне 2012/13, и забил 1 гол в игре против «Хольштайна», 12 мая 2013; матч закончился победой Ганновера со счётом 5:2. Сезон 2013/14 для Сулеймани начался 11 августа 2013 года игрой против «Рот-Вайсса» из Эрфурта, которую «Ганновер» проиграл со счётом 3:1. Первые два гола в том сезоне Вальмир забил 18 августа 2013 года в игре против «Санкт-Паули» (4:2).

## Статистика выступлений

### В сборной
| Матчи и голы Вальмира Сулеймани за сборную Косова | Матчи и голы Вальмира Сулеймани за сборную Косова | Матчи и голы Вальмира Сулеймани за сборную Косова | Матчи и голы Вальмира Сулеймани за сборную Косова | Матчи и голы Вальмира Сулеймани за сборную Косова | Матчи и голы Вальмира Сулеймани за сборную Косова | Матчи и голы Вальмира Сулеймани за сборную Косова |
| №                                                 | Дата                                              | Место проведения                                  | Соперник                                          | Счёт                                              | Голы                                              | Соревнование                                      |
| ------------------------------------------------- | ------------------------------------------------- | ------------------------------------------------- | ------------------------------------------------- | ------------------------------------------------- | ------------------------------------------------- | ------------------------------------------------- |
| 1                                                 | 10 октября 2015                                   | Городской стадион, Приштина                       | Экваториальная Гвинея                             | 2:0                                               | —                                                 | Товарищеский матч                                 |
| 2                                                 | 3 июня 2016                                       | Фольксбанк Штадион Франкфурт, Франкфурт-на-Майне  | Фареры                                            | 2:0                                               | —                                                 | Товарищеский матч                                 |
| 3                                                 | 9 октября 2016                                    | Стадион Краковии, Краков                          | Украина                                           | 0:3                                               | —                                                 | Квалификация ЧМ 2018                              |

Итого: 3 матча / 0 голов; eu-football.info.